# Hoang Ha (atriz)
Hoang Ha (em vietnamita:  Hoàng Hà; Hanói, 11 de dezembro de 1996) é uma atriz vietnamita. Ela ficou conhecida quando interpretou o papel de Dao Ánh no filme Em và Trịnh.

## Biografia
Hoang Ha iniciou sua carreira artística em 2015 como dubladora. Atualmente é atriz e já participou de diversos filmes como Em và Trinh, Chúng ta của 8 năm sau (phần 1) e Kẻ ăn hồn.

## Lista de filmes participados

### Cinema
| Ano  | Filme         | Personagem      | Co-atuação                                                  | Ref.  |
| ---- | ------------- | --------------- | ----------------------------------------------------------- | ----- |
| 2022 | Em và Trịnh   | Dao Ánh         | Avin Lu, Bùi Lan Hương, Trần Lực e Phạm Quỳnh Anh.          | [ 2 ] |
| 2023 | Kẻ ăn hồn     | Senhorita Phong | Võ Điền Gia Huy, Huỳnh Thanh Trực, Chiều Xuân e Lan Phương. | [ 3 ] |
| 2025 | Dreams of you | Thảo            | Lee Kwang-soo, Lâm Thanh Mỹ, Duy Khánh e Cù Thị Trà.        | [ 4 ] |

### Televisão
| Ano  | Filme                           | Personagem | Co-atuação                                                      | Ref.  |
| ---- | ------------------------------- | ---------- | --------------------------------------------------------------- | ----- |
| 2023 | Chúng ta của 8 năm sau (phần 1) | Mai Dương  | Trần Quốc Anh, Nguyễn Hoàng Ngọc Huyền, Trần Nghĩa e Lý Chí Huy | [ 5 ] |

## Programa de participação
- Rápido como um raio (temporada 4) – HTV7

## Prêmios
| Ano  | Prêmio                      | Categoria                                 | Nomeação               | Resultado | Ref.   |
| ---- | --------------------------- | ----------------------------------------- | ---------------------- | --------- | ------ |
| 2022 | Prêmio Estrela Verde 2022   | Melhor Ator/Atriz Coadjuvante             | Em và Trịnh            | Venceu    | [ 6 ]  |
| 2022 | Prêmio Damasco de Ouro 2022 | Melhor atriz de cinema e televisão        | Em và Trịnh            | Indicado  | [ 7 ]  |
| 2023 | Prêmios WeChoice 2023       | Artista em ascensão                       | Bản thân               | Indicado  | [ 8 ]  |
| 2023 | Prêmios WeChoice 2023       | Série de TV do ano                        | Chúng ta của 8 năm sau | Indicado  | [ 9 ]  |
| 2023 | Prêmios WeChoice 2023       | Filme do ano                              | Kẻ ăn hồn              | Indicado  | [ 10 ] |
| 2024 | Prêmio Kite 2024            | Melhor atriz principal na categoria Drama | Chúng ta của 8 năm sau | Indicado  | [ 11 ] |